# Publio Falcidio
Publio Falcidio (Publius Faldicius; fl. I secolo a.C.) è stato un politico romano, tribuno della plebe della gens Falcidia.
Fu autore della Lex Falcidia de Legatis, approvata nel 40 a.C.; tale legge, la cui interpretazione fu stranamente equivocata da Cassio Dione, rimase in uso fino al VI secolo, quando fu incorporata per ordine di Giustiniano nelle sue Istituzioni.